# Embassy Hill
Embassy Hill – brytyjski zespół wyścigowy Formuły 1 założony przez dwukrotnego mistrza świata Grahama Hilla. Zespół startował w latach 1973-1975.
Po sezonie 1972 niezadowolony z atmosfery w zespole Brabham Graham Hill postanowił z niego odejść i założyć własny zespół. Po znalezieniu sponsora, którym stała się marka Embassy, zakupiono nadwozie od Shadow i team mógł wystartować do sezonu 1973. Jedynym kierowcą w zespole był Graham Hill. Najlepszym miejscem zajętym w tym sezonie była 9., niepunktowana lokata na torze Zolder zdobyta przez Hilla, który wystartował do wyścigu z ostatniego – 23. miejsca.

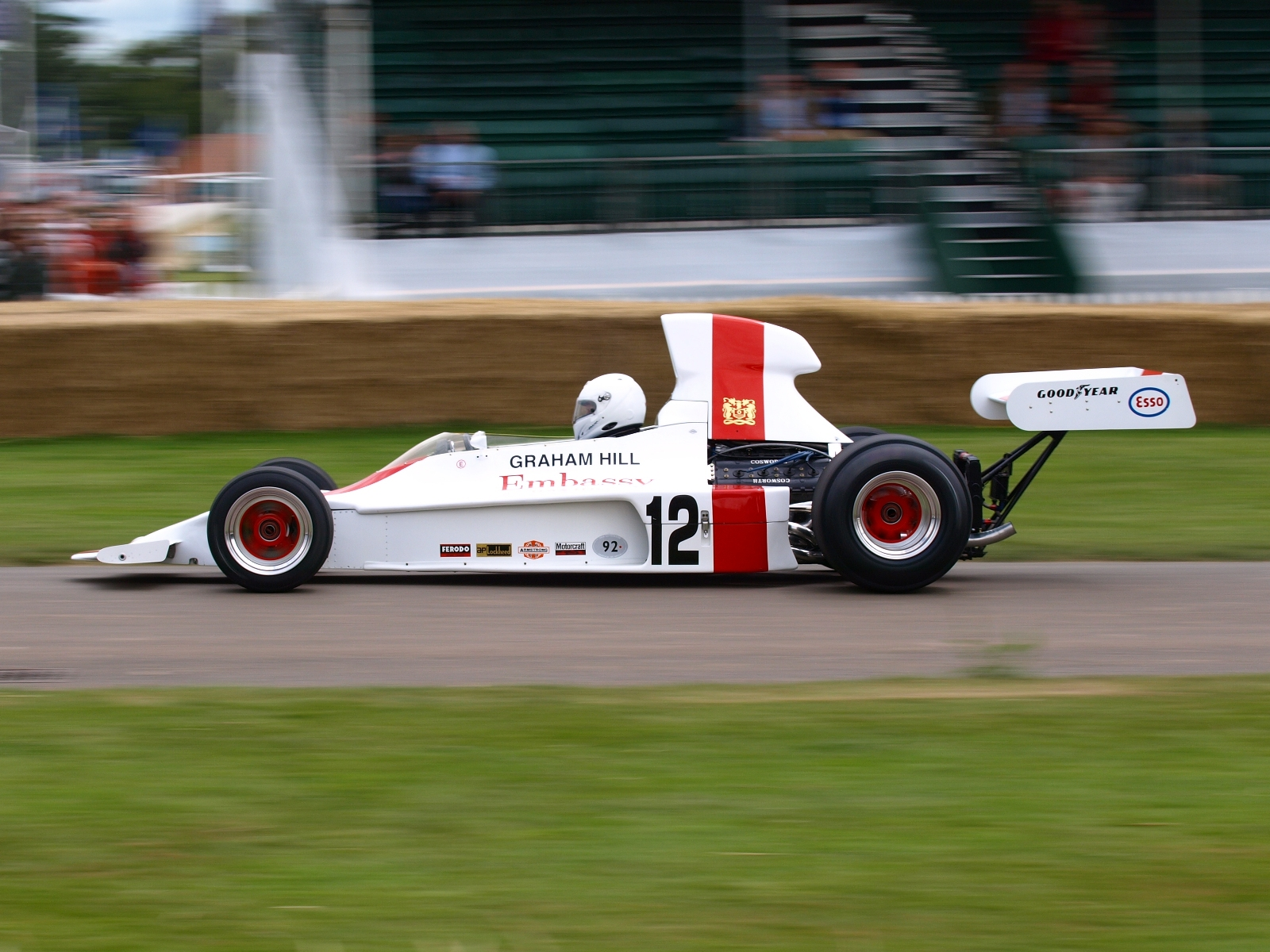
Shadow DN1 zespołu Embassy Hill podczas Festiwalu Szybkości w Goodwood w 2008 roku

Nadwozie w 1974 roku kupiono od Lola. Graham Hill zdobył pierwszy w historii startów i ostatni w tym sezonie punkt podczas GP Szwecji. Za kierownicą Embassy pojawili się również Rolf Stommelen, Guy Edwards i Peter Gethin.
W sezonie 1975 Embassy zadebiutował z własnym nadwoziem zaprojektowanym przez Alana Smallmana (który wzorował się na projekcie samochodu Loli z poprzedniego sezonu). Podczas Grand Prix Hiszpanii bolid GH1 prowadzony przez Rolfa Stommelena nagle uderzył w tłum kibiców po tym, jak tylne skrzydło urwało się od samochodu. Zginęły 4 osoby. Dwa wyścigi później Tony Brise zdobył punkt zajmując 6. miejsce podczas GP Szwecji. Dla zespołu punktował także Alan Jones, który zajął 5. miejsce w Niemczech.
29 listopada 1975 roku doszło do wypadku. W mglisty dzień samolot z personelem zespołu na pokładzie, który wracał z testów we Francji rozbił się niedaleko Londynu. Zginęło 6 osób w tym Graham Hill, Tony Brise i Alan Smallman.